# Opération Vado
Pour les articles homonymes, voir Bombardement de Gênes.
 (septembre 2013).
Si vous disposez d'ouvrages ou d'articles de référence ou si vous connaissez des sites web de qualité traitant du thème abordé ici, merci de compléter l'article en donnant les références utiles à sa vérifiabilité et en les liant à la section « Notes et références ».
Bataille de France,
Seconde Guerre mondiale
Batailles
1940
- Vado
- Siège de Malte
- Club Run
- Convoi Espero
- Mers el-Kébir
- Punta Stilo
- Cap Spada
- Hurry
- Cap Passero
- MB.8
- Tarente
- Détroit d'Otrante
- White
- Cap Teulada

1941
- Excess
- Convoi AN 14
- Grog
- Abstention
- Baie de La Sude
- Cap Matapan
- Îles Kerkennah
- Crète
- Galite
- Substance
- Halberd
- Convoi Duisburg
- Cap Bon
- Syrte (1941)
- Rade d'Alexandrie

1942
- Syrte (1942)
- Calendar
- Bowery
- Albumen
- Harpoon
- Vigorous
- Pedestal
- Agreement
- Torch
- Stoneage
- Sabordage de la flotte française à Toulon
- Portcullis
- Banc de Skerki
- Olterra (navire auxiliaire)
- Raid sur Alger

1943
- Zouara
- Convoi de Cigno
- Convoi de Campobasso
- Corkscrew
- Husky
- Gela
- Scylla
- Pietracorbara
- Dodécanèse
  - Rhodes
  - Leros
  - Kos
- Convoi KMF-25A

1944
- Ist
- Raid sur Santorin
- Raid sur Symi
- Port-Cros
- La Ciotat
- Île de Pag

1945
Mer Ligure
- Convois alliés
  - convois de Malte
- Campagne des U-boote
- Campagne adriatique

- Drôle de guerre
- Évacuation des civils de la ligne Maginot
- Mobilisation
- Offensive de la Sarre
- Baie de Heligoland
- Incident de Mechelen
- Plan Jaune
- Plan Dyle
- Luxembourg
- Ében-Émael
- Hannut

- Sedan
- Dinant
- Monthermé
- Givet
- La Horgne
- Gembloux
- Flavion
- Louvain
- Charleroi

- Stonne
- Montcornet
- La Sambre
- Arras

- L'Escaut
- Amiens
- La Lys
- Massacre de Vinkt
- Boulogne-sur-Mer
- Calais
- Poche de Lille
- Massacre du Paradis
- Abbeville
- Dunkerque
- Capitulation belge

- L'Aisne
- L'Ailette
- Opération Paula
- l’Exode
- Pont-de-l'Arche
- Opération Cycle
- Opération Ariel

- Les Alpes
- Vallon du Seuil
- Bombardement de Toulon
- Opération Vado
- La Loire
- Saumur
- La vallée du Rhône
- Bombardements de Marseille
- Menton (Pont-Saint-Louis)
- Combats aériens en Suisse
- Armistice du 22 juin

L’opération Vado est le nom donné à une opération navale de la Marine nationale française visant à bombarder les ports de Gênes et de Savone en Italie le 14 juin 1940 durant la campagne de France lors de la Seconde Guerre mondiale.

## Contexte
Le 10 juin 1940, l'Italie fasciste dirigée par Mussolini déclare la guerre à la France, qui est alors en pleine déroute militaire à la suite de l'invasion du territoire par les Allemands (voir bataille de France). La bataille des Alpes commence alors ; les troupes françaises de l'Armée des Alpes résistent victorieusement face aux unités italiennes. Le 14 juin 1940, l'opération Vado est lancée afin de tenter de détruire la logistique italienne, les ports les plus bombardés seront ceux de Gênes et de Savone.

## Ordre de bataille

### France
- France :
- 4 croiseurs lourds :
  - L'Algérie (unique navire de sa classe) ;
  - Le Colbert (appartenant à la 2e division de croiseurs) ;
  - Le Dupleix (appartenant à la 2e division de croiseurs) ;
  - Le Foch (de la classe Suffren).
- 11 contre-torpilleurs.

### Italie
- Italie :
- Défenses côtières de Gênes et de Savone ;
- 13e flottille de vedettes lance-torpilles.

## Déroulement
Le 14 juin 1940, la flotte française commandée par l'amiral Duplat appareille du port de Toulon dans la nuit du 13 au 14 juin 1940. À 4 h 30 du matin, les navires commencent à pilonner les ports italiens, sans réponse de leur part au début de l'engagement.
Durant l'opération, seul l’Albatros, un contre-torpilleur, est touché par l'obus d'une batterie côtière italienne, 12 marins sont tués. L’Algérie et l’Aigle (contre-torpilleur) sont également pris à partie par des vedettes lance-torpilles (appartenant à la 13e flottille) et par des batteries italiennes. Aux environs de midi, les navires français rentrent finalement au port de Toulon.
L'escadre française provoqua des dégâts mineurs aux ports italiens, mais cette opération souligne surtout la faiblesse de la défense des côtes italiennes. En février 1941, la ville de Gênes sera à nouveau bombardée (l'opération Grog) par la Force H de la Royal Navy britannique, opération qui sera un véritable succès.